# Günter Schneider (Bankmanager)
Günter Schneider (* 11. November 1930 in Gelsenkirchen; † 6. Januar 2005 in Neuss) war ein deutscher Manager im Bankwesen. Von 1990 bis 1997 war er der erste Vorstandsvorsitzende der Deutschen Postbank AG.
Schneider absolvierte ein Studium der Betriebswirtschaft an der Universität Köln und begann seine berufliche Laufbahn 1956. Nach Stationen bei der Nordstern Allgemeine Versicherungs-AG und bei der Bank für Gemeinwirtschaft wechselte er 1960 zur KKB-Bank. Bis 1986 hatte Schneider dort verschiedene Positionen inne, zuletzt war er Sprecher der Geschäftsleitung. 1990 wurde er vom damaligen Postminister Christian Schwarz-Schilling zum Vorstandsvorsitzenden der Deutschen Postbank AG berufen. Aus Protest gegen den Kooperationsvertrag zwischen Postbank und Deutscher Post trat Schneider am 7. Mai 1997 kurz vor seiner regulären Pensionierung als Vorstandsvorsitzender zurück.